# Comarum palustre
Espèce
Statut de conservation UICN

 LC  : Préoccupation mineure
Comarum palustre, en français Comaret des marais, Argentine rouge, Comaret, Potentille des marais, Potentille palustre ou Quintefeuille aquatique, est une espèce de plantes à fleurs de la famille des Rosacées, la seule reconnue du genre Comarum, qui pousse dans les marais tourbeux.

## Description

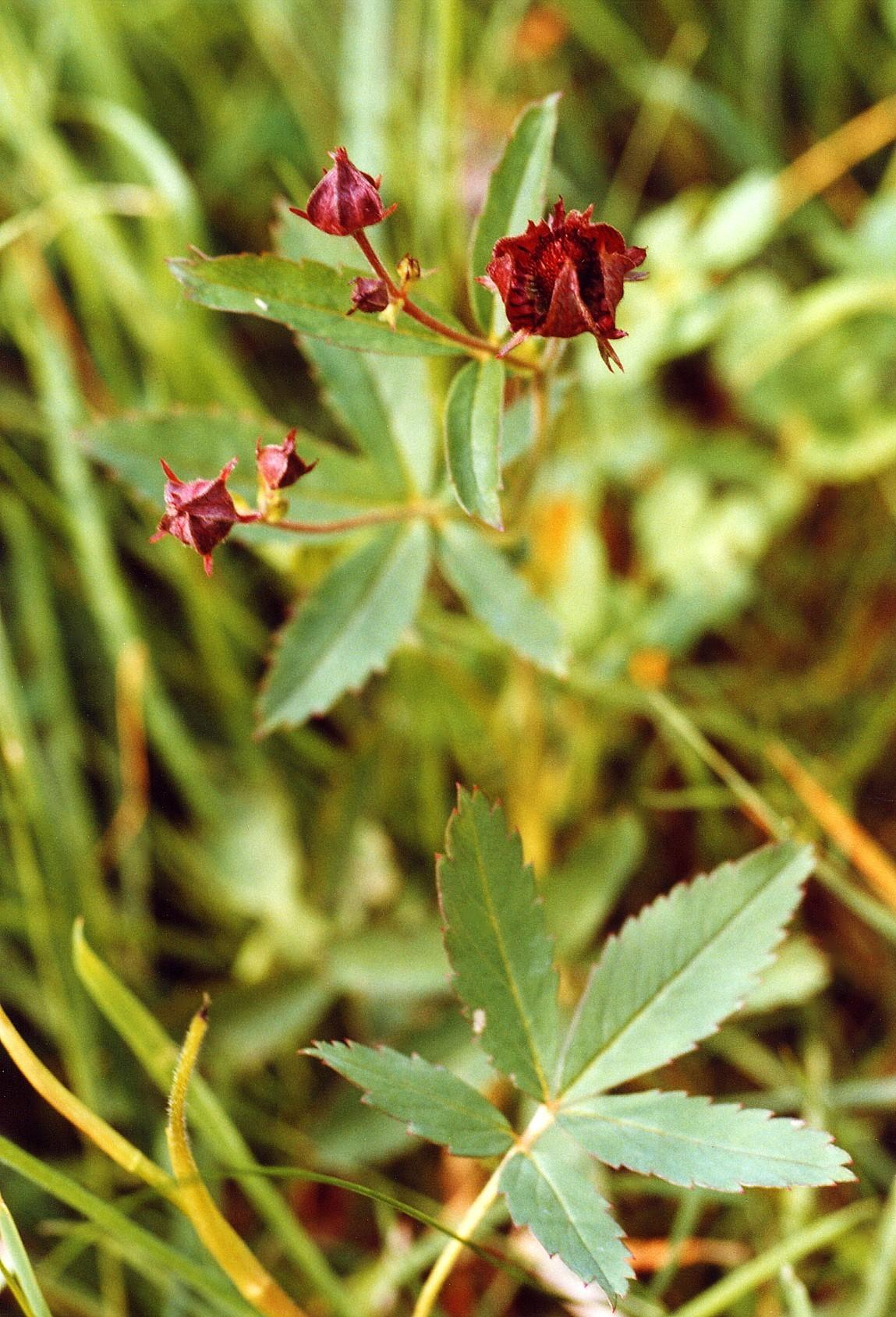
Habitus.

C'est une plante herbacée vivace.

### Appareil végétatif

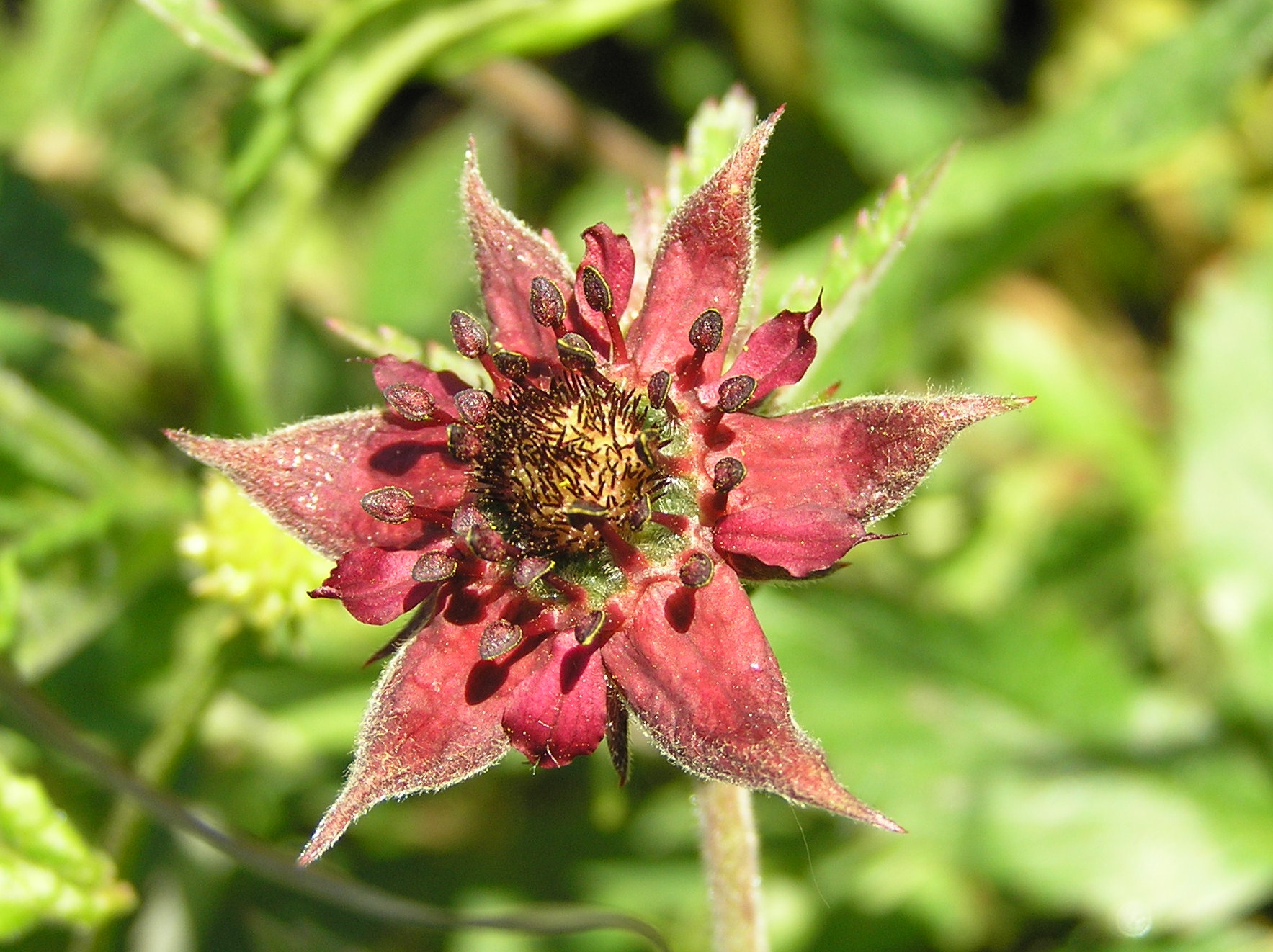
Fleur dont les sépales sont plus grands que les pétales.

Les feuilles sont alternes, composées (arrangement penné/en palmier) et présentent de 3 à 7 folioles grossièrement dentés. Ils sont longs, étroits et de forme elliptique. Ils sont de couleur vert clair au-dessus et vert-bleu plus pâle en dessous,,.
Sa taille varie entre 50 cm et 1,5 m selon le pays où elle se trouve.
Les feuilles et quelques parties de la tige ronde, grimpante et rougeâtre, peuvent être couvertes de petits poils blancs raides.

### Appareil reproducteur
L'inflorescence est une cyme unipare, sympodiale d’environ sept fleurs rouge-pourpre, de forme étoilée et donc actinomorphe et pouvant mesurer jusque 2,5 cm. Cette couleur rouge est surtout donnée par les cinq sépales qui sont plus larges et plus grands que les cinq pétales. Ces 10 pièces sont pointues et de forme lancéolée. Les étamines sont une vingtaine tandis que les carpelles sont beaucoup plus nombreux (centaines) et possèdent chacun un ovule dont le style, mince, rouge et lisse, s’insère sur son côté. C’est une plante hermaphrodite et autofertile,,,.
Le fruit est un akène de forme ovale, d’aspect lisse et de couleur brun-mauve. Les akènes sont agglomérés, ressemblant à une fraise,.

## Écologie

### Habitat
Elle préfère les marécages, marais, marges de lacs, rives des rivières, prairies tourbeuses, donc surtout les endroits humides et acides. Elle apprécie les endroits peu ou pas ombragés.

### Répartition
Le Comaret des marais est surtout présent dans les régions nordiques de l'hémisphère nord : Europe (Scandinavie, Îles Britanniques, Allemagne), Asie (Russie, Sibérie, nord du Japon) et Amérique du nord (Alaska, Canada, région des grands lacs aux États-Unis). Plus au sud, la plante se retrouve plutôt en montagne. En France, on le rencontre dans tous les massifs montagneux, en particulier le Massif central, mais on peut aussi le trouver en plaine ici ou là, surtout dans le nord-ouest.

### Cycle de vie
La floraison a lieu entre mai et juillet.
La Potentille des marais fait de la reproduction sexuée mais peut aussi se cloner grâce à ces rhizomes. Elle est auto-compatible. Cependant, cela arrive peu souvent du fait de sa maturation protandre : les anthères sont matures avant les ovules.  Elle n’est donc pas très autogame (le pourcentage d’ovules fécondés par du pollen de la même plante est faible).

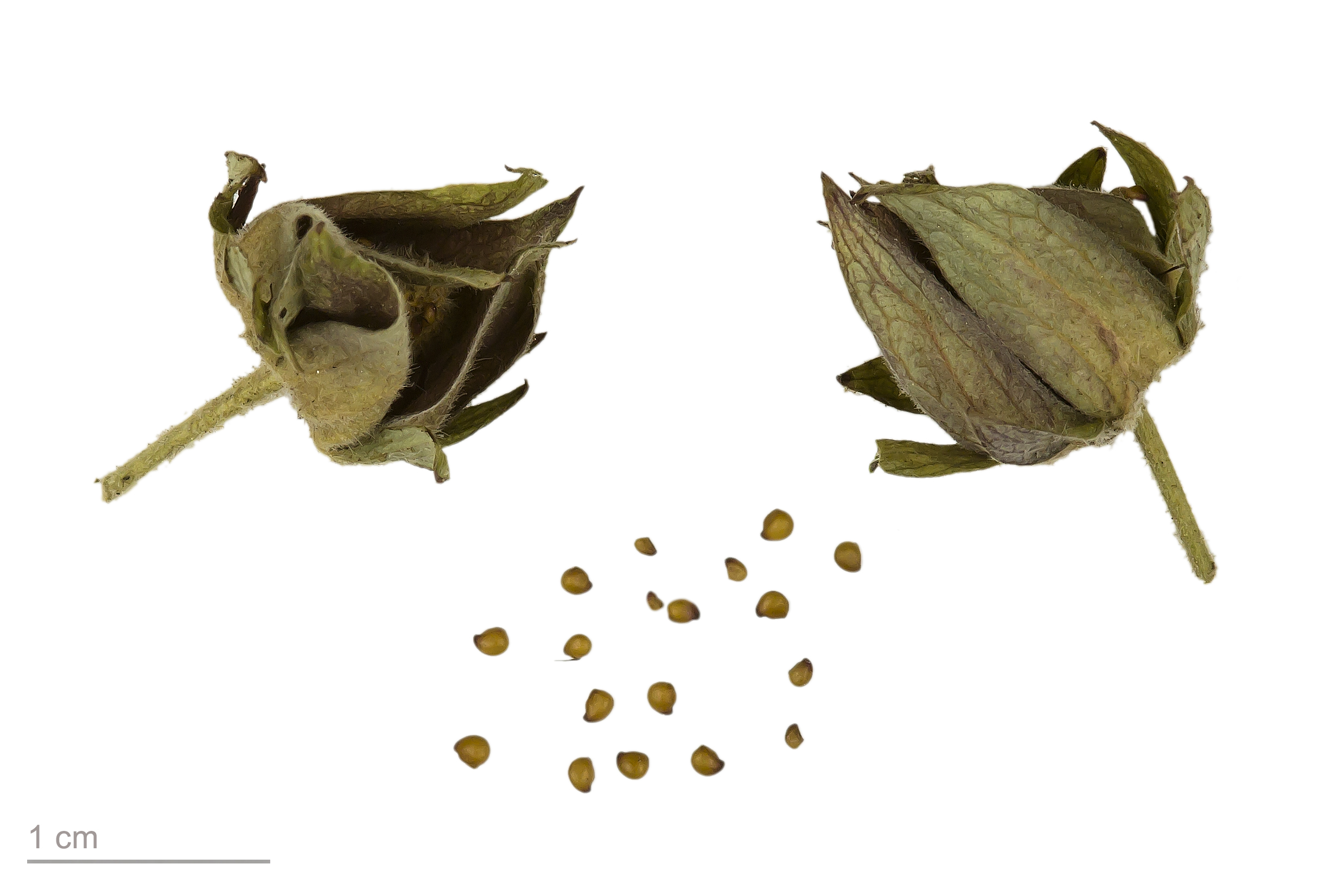
Comarum palustre - Muséum de Toulouse.

La dispersion des graines se fait principalement par l’eau, et la gravité. La germination est photosensible.

### Interactions avec des animaux
La pollinisation est entomogame, elle dépend des insectes comme les abeilles solitaires, bourdons ou encore des syrphidés. Pour assurer la pollinisation, la plante met en place des mécanismes pour attirer les insectes : sa couleur rouge vive, un pollen riche en éléments nutritifs comme des acides aminés ou des phytostérols. Son nectar, sécrété entre le périanthe et les étamines, est très sucré. En effet, sa concentration en fructose est de 0,28 mg/g,,.

## Statuts de protection, menaces
L'espèce est évaluée comme non préoccupante aux échelons mondial et français. En France l'espèce se raréfie : elle est en Danger-critique (CR) en Haute-Normandie, régions Centre et Île-de-France ; en Danger (EN) en Aquitaine et Poitou-Charentes ; elle est considérée Quasi menacée (NT), proche du seuil des espèces menacées ou qui pourrait être menacée si des mesures de conservation spécifiques n'étaient pas prises, en Basse-Normandie, Champagne-Ardenne, Bourgogne et Pays-de-la-Loire ; elle est considérée Vulnérable (VU) en Picardie et Nord-Pas-de-Calais.

## Utilisations

### Alimentation
Ses feuilles et graines sont mangées par des rongeurs et des oiseaux d’eau.

### Usages médicinaux
Les racines contiennent de nombreuses molécules : flavonoïdes, huiles volatiles, acides organiques et surtout des tannins (proanthocyanes) qui ont une grande activité anti-inflammatoire. Elles soigneraient donc la dysenterie, les crampes d’estomac, la fièvre et auraient des vertus astringentes et antiseptiques,,,.

### Plante tinctoriale
C'est une plante tinctoriale, dont la couleur bien spécifique permet d'obtenir de la teinture rouge.

## Synonymes
Comarum palustre a pour synonymes selon Plants of the World online (POWO) (12 mai 2021) :
- Argentina rubra Lam.
- Comarum angustifolium Raf.
- Comarum angustifolium var. parvifolium Raf.
- Comarum arcticum Gand.
- Comarum digitatum Raf.
- Comarum palustre var. ambifaria (Gunnarsson) Tzvelev
- Comarum palustre subsp. angustifolium (Raf.) Tzvelev
- Comarum palustre subsp. arcticum (Gand.) Tzvelev
- Comarum palustre var. glandulosum Farw.
- Comarum palustre var. glutinosum Tzvelev
- Comarum palustre var. villosum Pers.
- Comarum rubrum Gilib.
- Comarum tomentosum Raf.
- Fragaria palustris (L.) Crantz
- Fragaria pinnatifolia Stokes
- Pancovia angustifolia Raf.
- Pancovia digitata Raf.
- Pancovia palustris Raf.
- Pancovia palustris (L.) Nieuwl.
- Potentilla angustifolia Raf.
- Potentilla comariformis St.-Lag.
- Potentilla comarum Nestl.
- Potentilla digitata Raf.
- Potentilla palustris (L.) Scop.
- Potentilla palustris f. ambifaria Gunnarsson
- Potentilla palustris f. glandulosa Gunnarsson
- Potentilla palustris var. parvifolia (Raf.) Fernald & B.H.Long
- Potentilla palustris f. typica Gunnarsson
- Potentilla rubra Haller f.